# Smart Roadster
Smart Roadster — дводверний спортивний автомобіль, вперше представлений в 2003 році компанією Smart. Продажі автомобіля виправдали очікування, однак, в листопаді 2005 року виробництво було зупинено. Всього було випущено 43 091 машин. Останній автомобіль, що зійшов з конвеєра в даний час знаходиться в Музеї Mercedes-Benz.
На вибір пропонувалися дві модифікації Smart Roadster і Smart Roadster Coupe. Об'єм двигуна 698 см³, потужність або 61 к.с. або 82 к.с.

## Дизайн і розробка

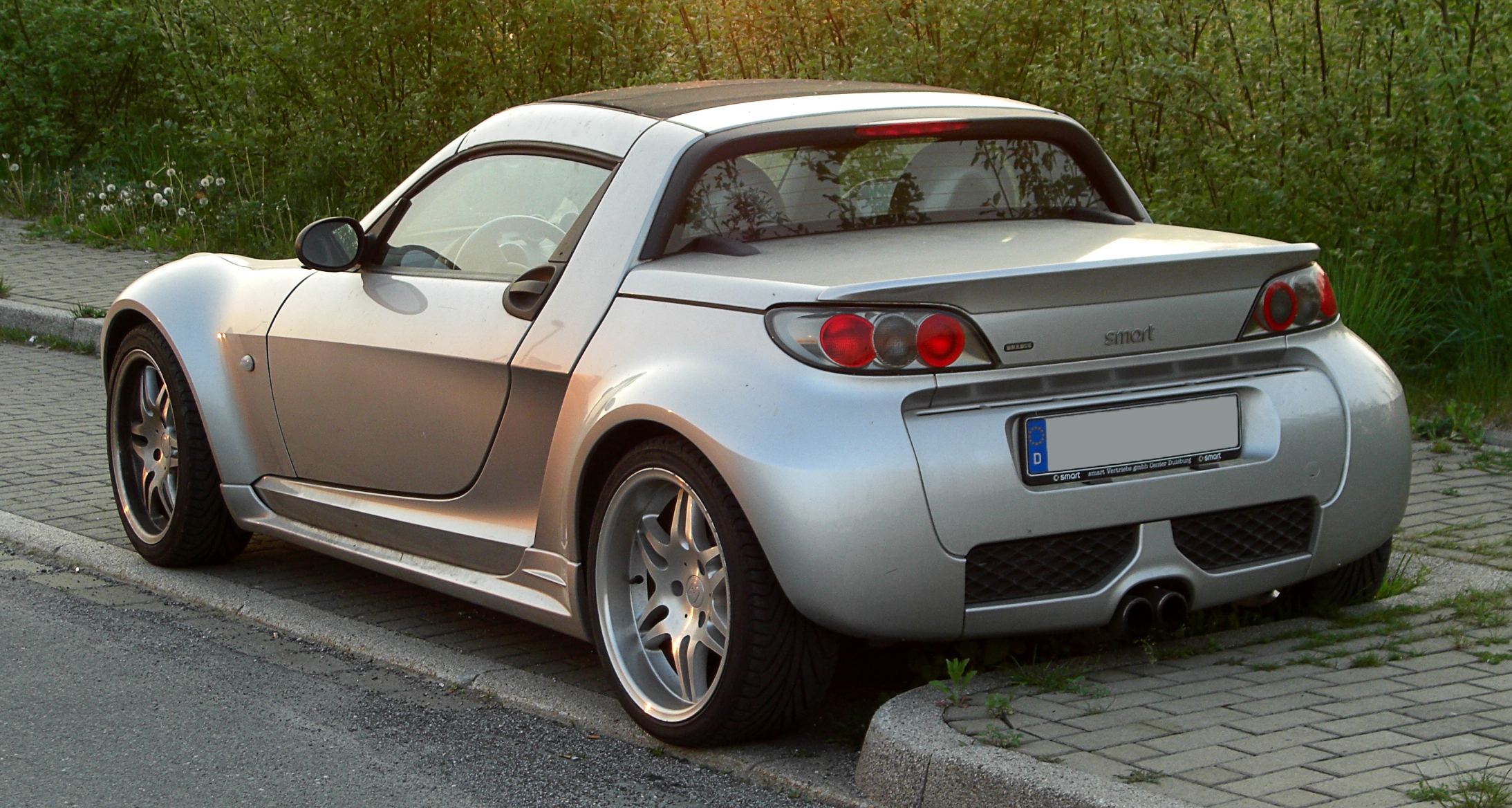
Smart Roadster Brabus

У 1998 році команда дизайнерів Smart почала розробляти прототипи нових автомобілів і прийшла до висновку, що на базі Smart Fortwo (пізніше перейменований у Smart Fortwo) можна зробити невеликий спортивний автомобіль із заднім приводом, компактним турбованим двигуном і шестиступінчастою кпп.
Дотримуючись філософії "зменшити по максимуму" та інноваційного підходу, був створений концепт компактного і практичного спортивного автомобіля.

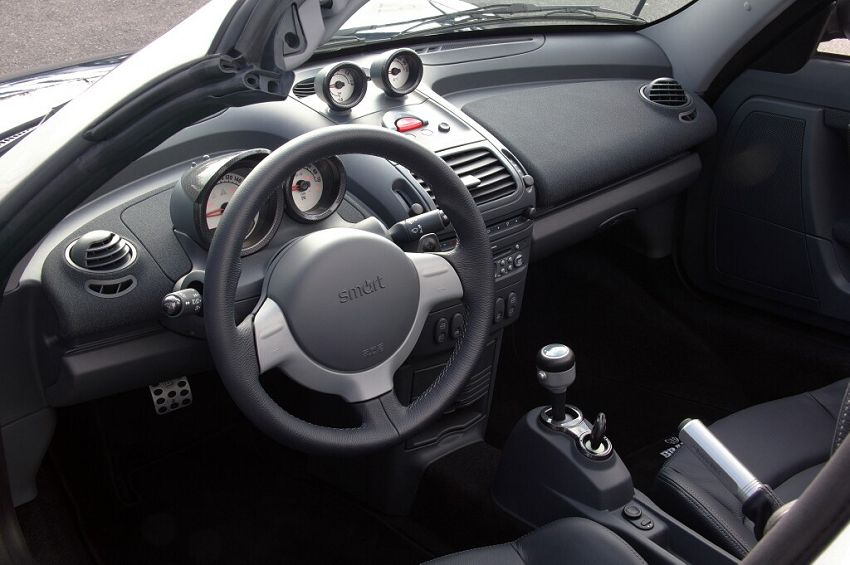
Салон Smart Roadster

До червня 1999 року повнорозмірні моделі були відправлені в Італію, для виробництва виставкового екземпляра автомобіля, який через 3 місяці був готовий для показу на Франкфуртському автосалоні. Автомобіль був добре сприйнятий публікою, і це довело керівництву компанії, що автомобіль повинен бути розроблений для серійного виробництва.
У 2000 році на автошоу в Парижі була показана версія Roadster Coupe. Вона відрізнялася від звичайної версії скляним дахом і зміненою задньою частиною, що нагадує BMW Z3 coupe. Остаточні версії обох автомобілів були представлені на автошоу в Парижі в 2002 році. Вони були унікальні, так як поєднували в собі невеликий розмір, економічність і відмінну продуктивність.

## Project Kimber
У 2006 році Девід Джеймс (Baron James of Blackheath) оголосив про Project Kimber — спробу організувати виробництво Smart Roadster у Великій Британії. Спочатку планувалося продавати автомобілі як модель MG, проте після невдалої спроби подачі заявки на торговельну марку MG, було вирішено Roadster назвати AC Ace. Проте станом на 2017 проект так і не започаткував випуск авто (планувалося випускати до 8000 шт на рік), сайт проекту вже не працює.

## Переваги
- Економічність (від 4 до 7 л в залежності від режиму і швидкості)[6];

## Недоліки
- Автоматична КПП повільно перемикає передачі;[6]
- Слабий розгін найслабшої моделі із двигуном 60 к.с. (15 с до 60 миль/год);
- Для обслуговування потрібні спецключі (п'ятикутна зірка Merz);[6]
- Вночі зустрічні автомобілі сильно засліплюють водія через низький салон.

## Knight and Day
У фільмі 2010 року Лицар дня Smart Roadster з'являється у фінальній сцені погоні. Ці автівки були модернізовані двигунами від мотоциклів Suzuki GSX-R, щоб поліпшити потужність (до 160 к.с.) і підйомистість, що і було зроблено британської компанією "Smartuki" спеціальним комплектом поліпшення.

## Галерея

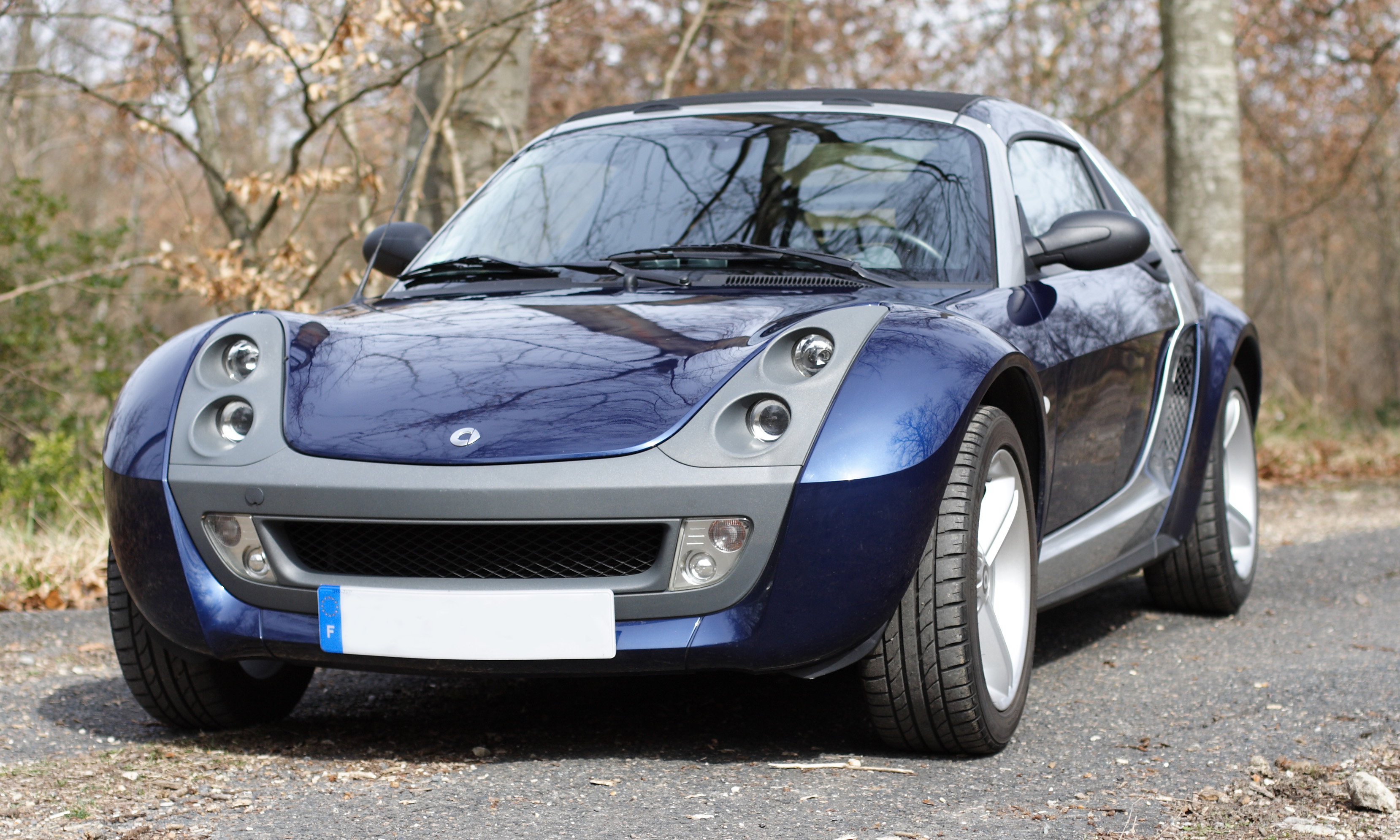
Smart Roadster Coupé спереду
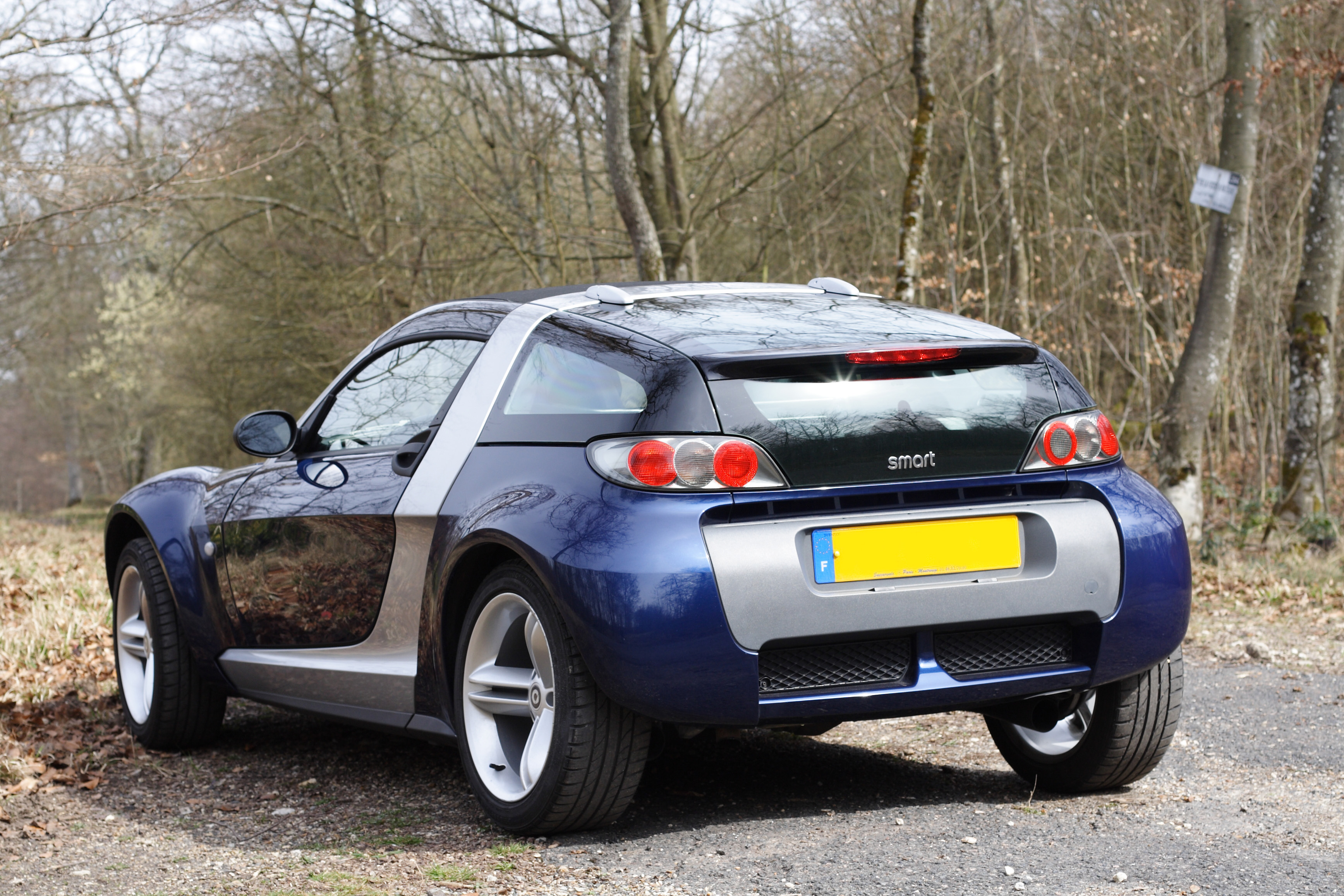
Smart Roadster Coupé ззаду
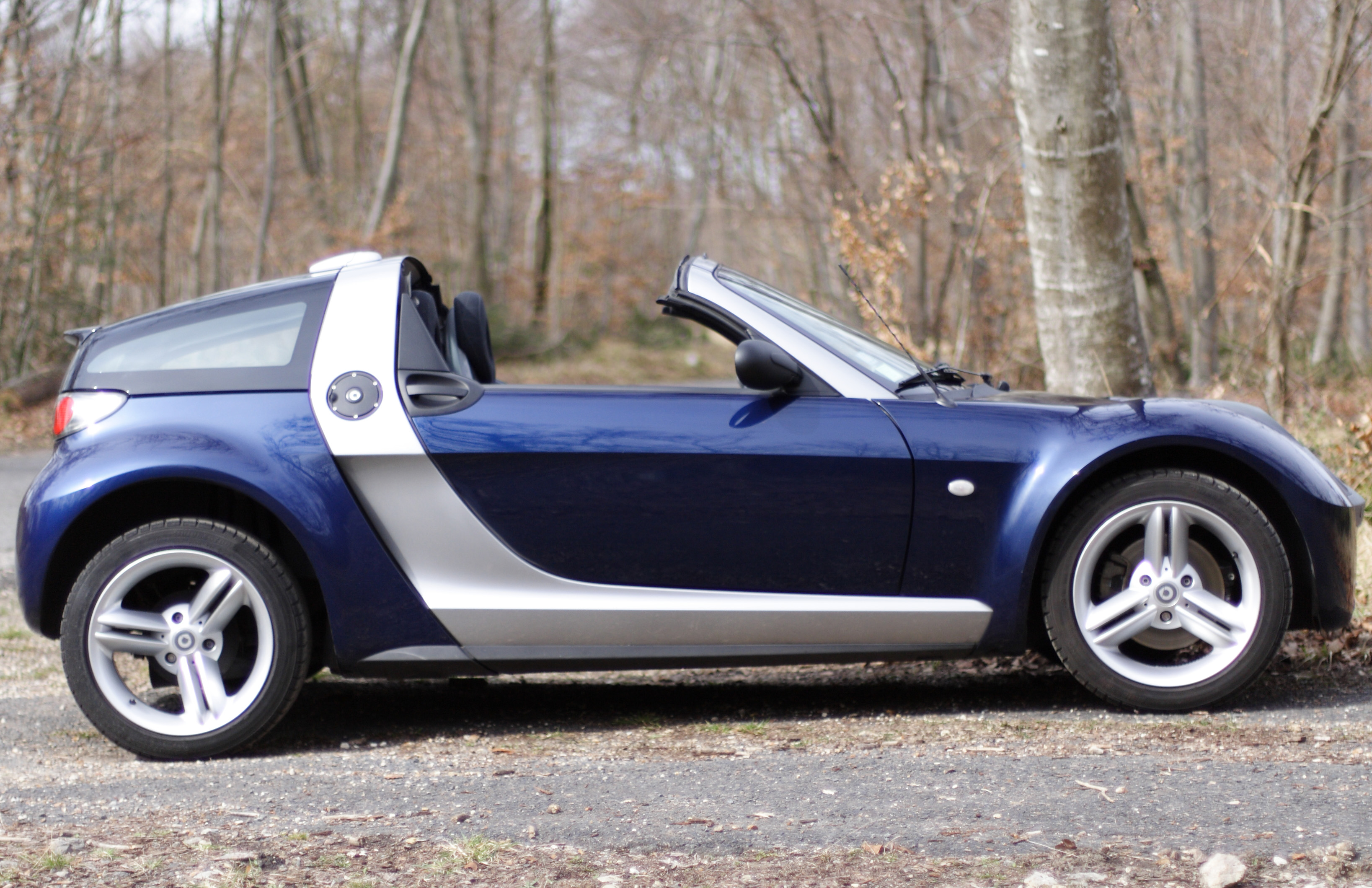
Smart Roadster Coupé збоку
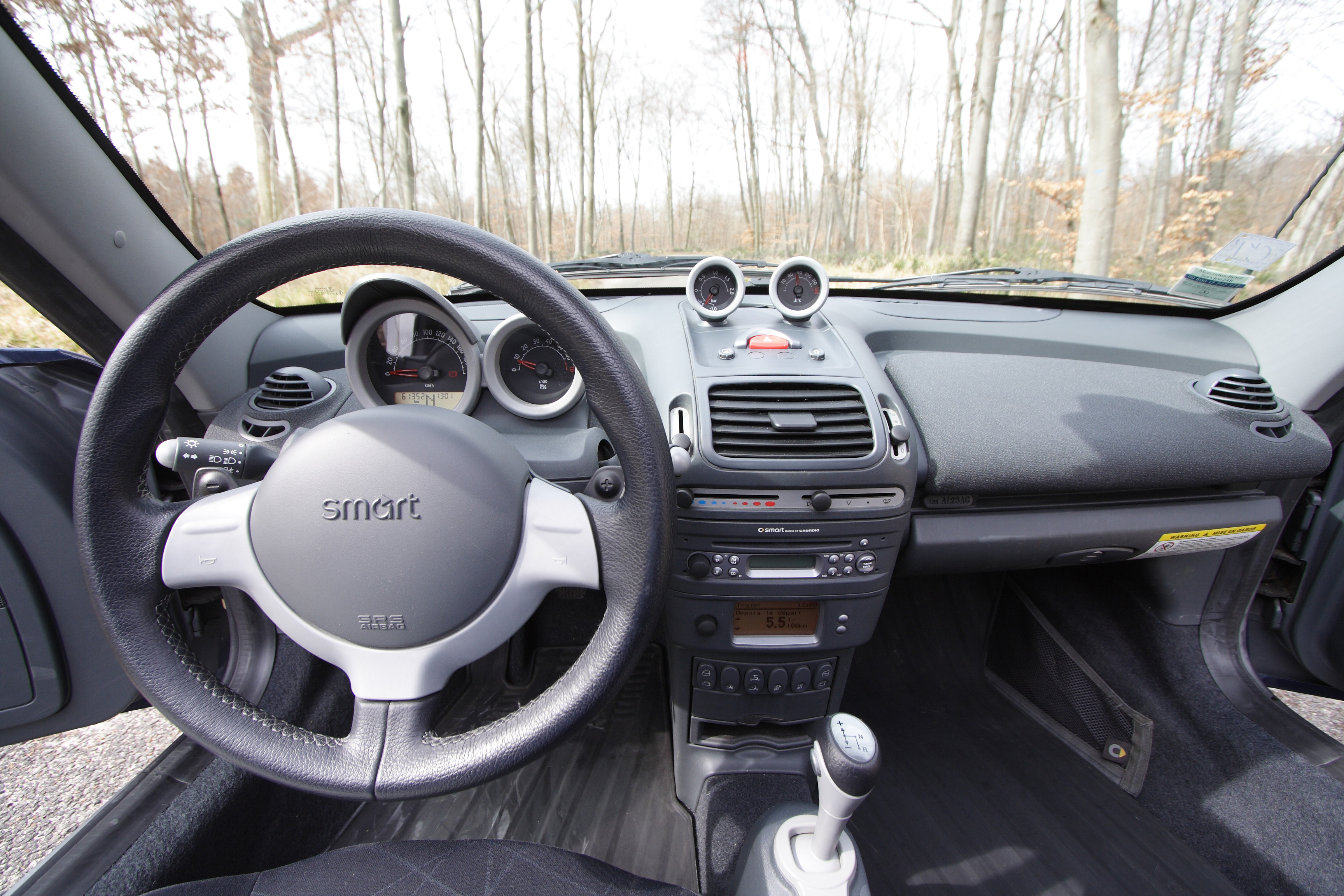
Smart Roadster Coupé салон
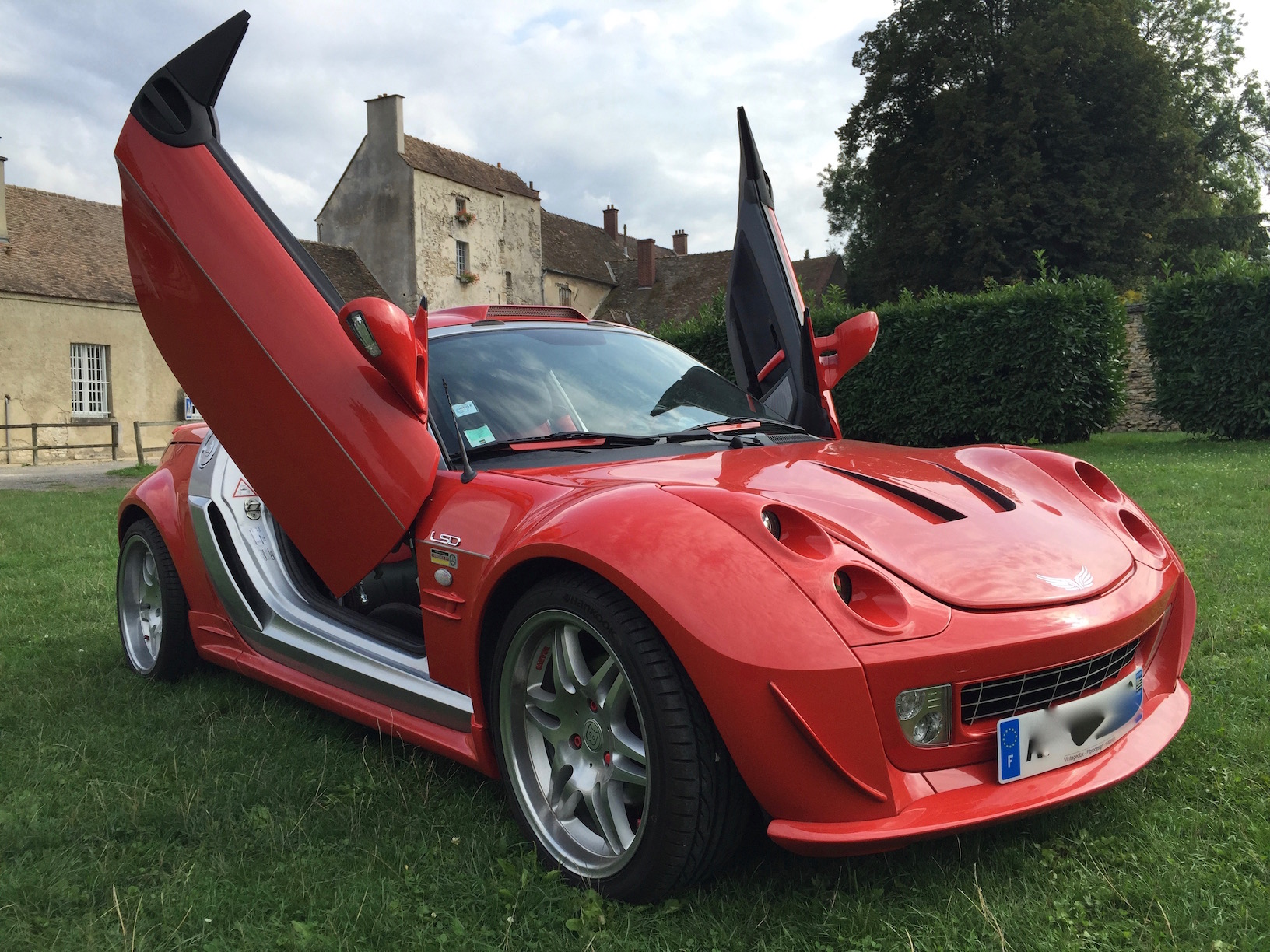
Smart Roadster із піднятими дверима (Франція, 2015)
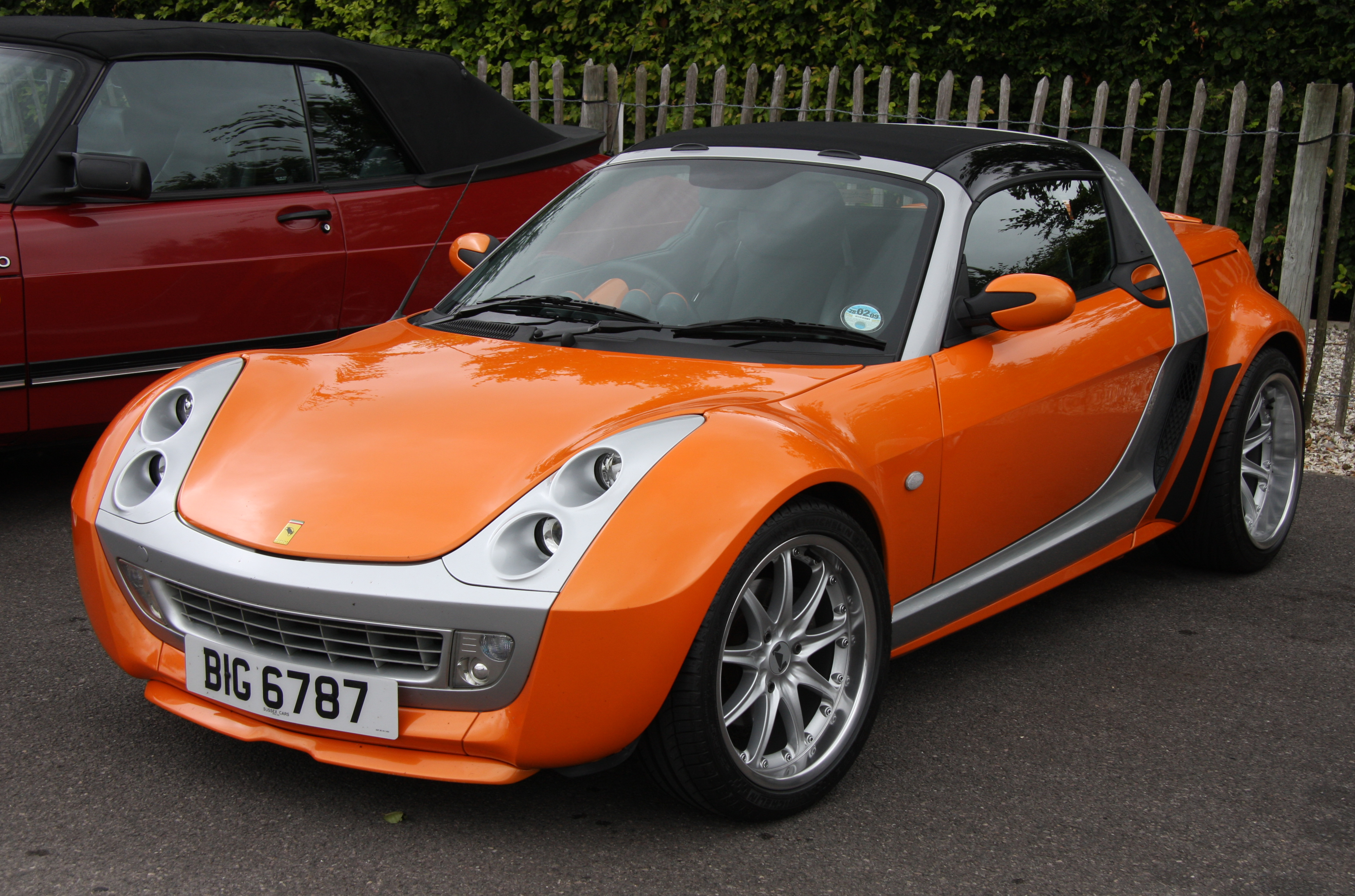
Smart Roadster (Англія, Goodwood Breakfast Club, 2008)
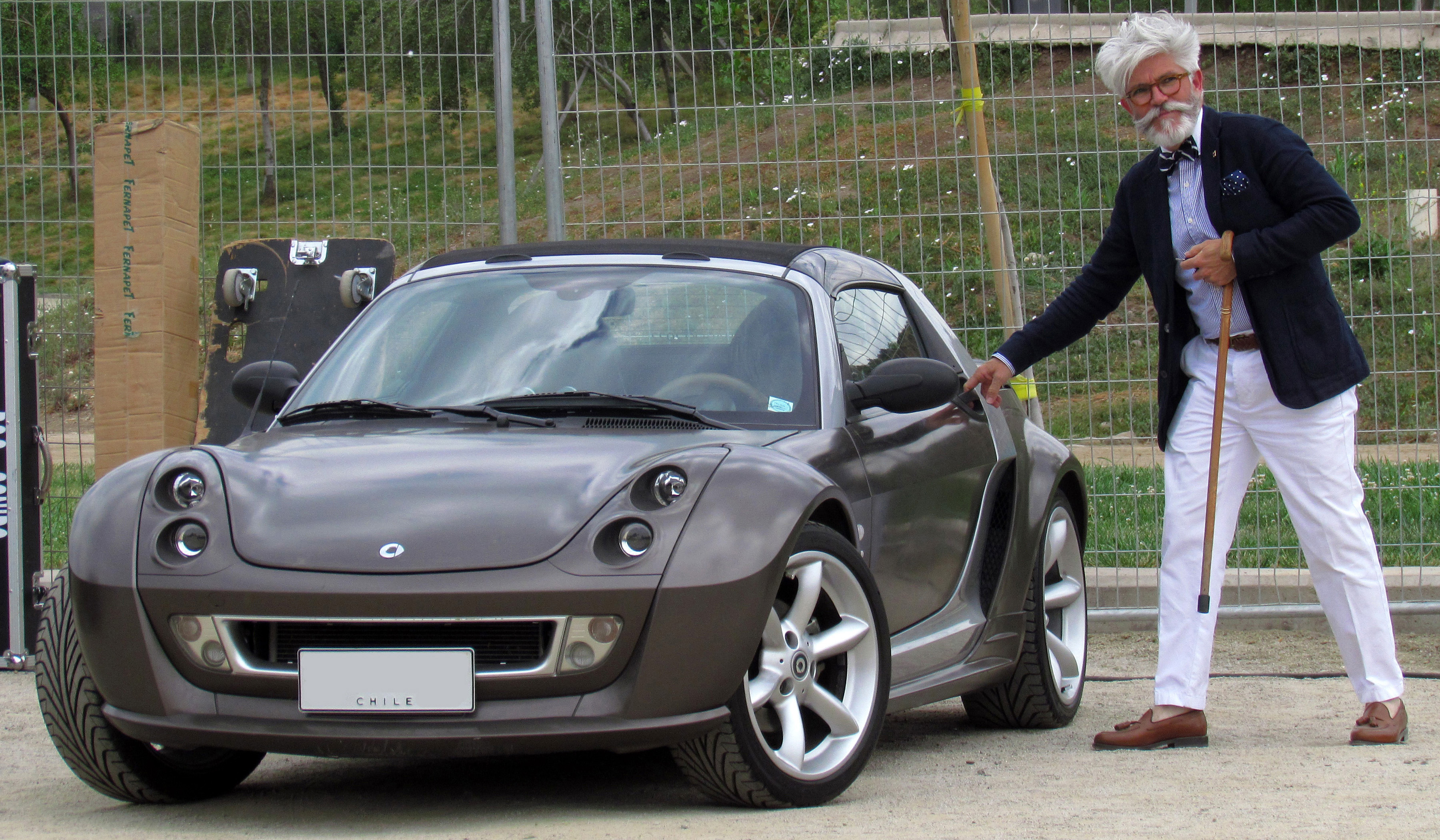
Чилійський архітектор Federico Sánchez біля свого Smart Roadster Brabus Collector's Edition 2006 (2015)
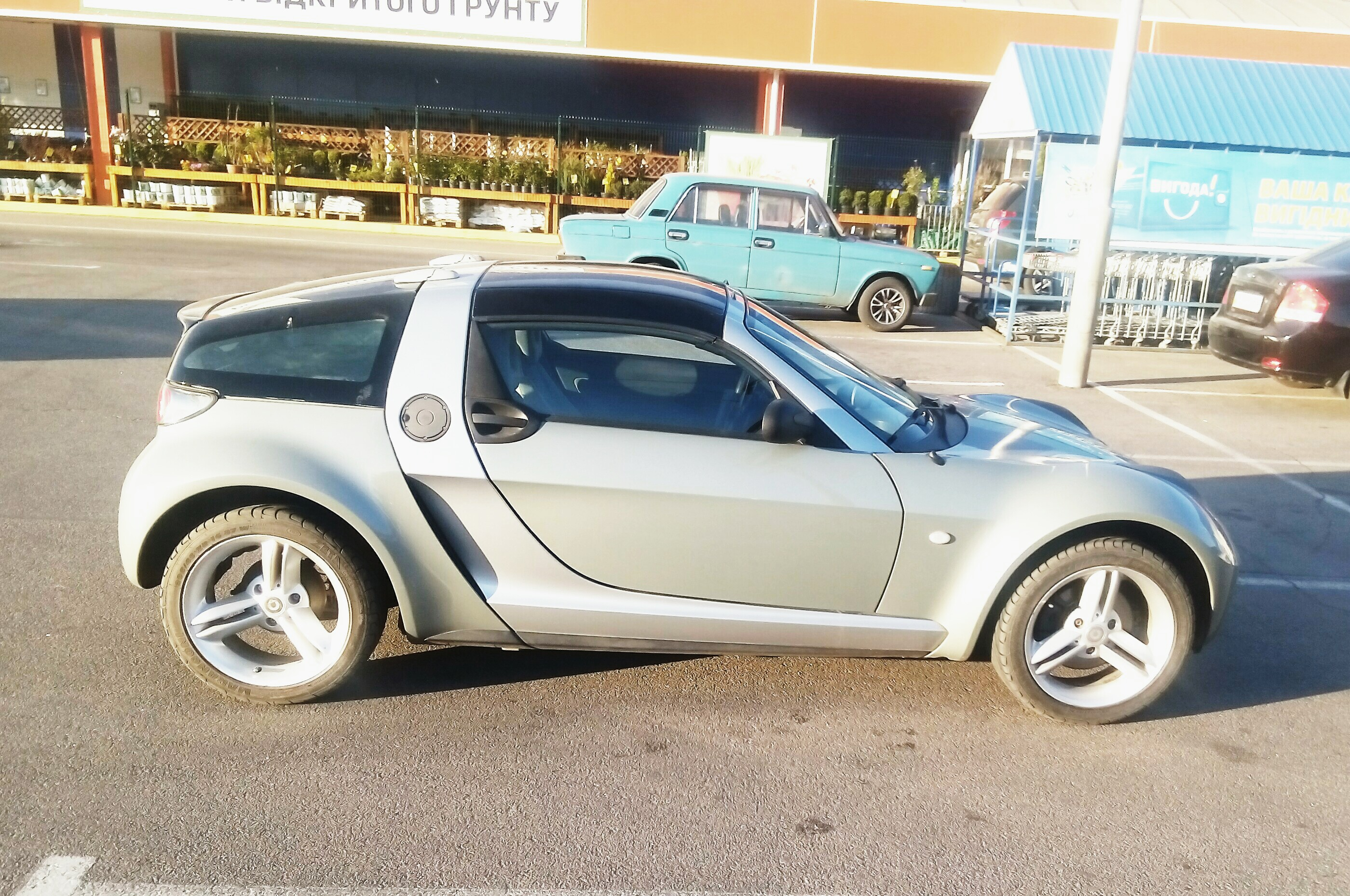
Smart Roadster Coupé у Чернігові, 2017